# Grzegorz Wrzeszcz
Grzegorz Michał Wrzeszcz (ur. 28 września 1957 w Pakości) – polski chemik zajmujący się chemią nieorganiczną i chemią koordynacyjną.

## Życiorys
Ukończył I Liceum Ogólnokształcące im. Jana Kasprowicza w Inowrocławiu w roku 1976. Następnie podjął studia na Uniwersytecie Mikołaja Kopernika w Toruniu, które ukończył w roku 1981. W latach 1981-82 odbył zasadniczą służbę wojskową. Pracę doktorską pt. Otrzymywanie i badanie właściwości spektroskopowych oraz termicznych związków koordynacyjnych Cu (II) z wybranymi lekami przeciwbólowymi – pochodnymi 5-pirazolonu obronił w 1990 roku. Habilitację uzyskał w 2005 roku za pracę Heterometaliczne związki koordynacyjne wybranych metali 3d elektronowych otrzymywane w oparciu o tris(szczawiano)chromian(III), tris(histaminiano)kobalt(III) i heksa(tiocyjaniano-N)chromian(III).

## Wybrane publikacje
- Kinetics and Mechanism of Trans-[Cr(cyca)(F)(OH)]+ Complex Oxidation by [Fe(CN)6]3- Ion in Strongly Alkaline Aqueous Solutions, Poi J. Chem., 80, 931 (2006), s. 11
- Heterometaliczne związki koordynacyjne wybranych metali 3d elektronowych otrzymywane w oparciu o tris(szczawiano)chromian(III), tris(histaminiano)kobalt(III) i heksa(tiocyjaniano-N)chromian(III), Wyd. UMK, Toruń, s. 187
- Kinetics and Mechanism of a Macrocyclic Chromium(III) Complex Oxidation to Chromium(IV) by Hexacyanoferrate(III) in Strongly Alkaline Media, Transition M. Chem., 29, 634 (2004), s. 10
- Kinetics and Mechanism of Trans- tetraazamacrocyclic Chromium(III) Complex Oxidation by Hexacyanoferrate(III) in Strongly Alkaline Media, Transition M. Chem., 29, 855 (2004), s. 6